# Нетреба (Рокитновский район)
Нетреба (укр. Нетреба) — село, входит в Боровский сельский совет Рокитновского района Ровненской области Украины.
Население по переписи 2001 года составляло 586 человек. Почтовый индекс — 34263. Телефонный код — 3635. Код КОАТУУ — 5625081702.

## Местный совет
34263, Ровненская обл., Рокитновский р-н, с. Боровое.